# Manja Marz

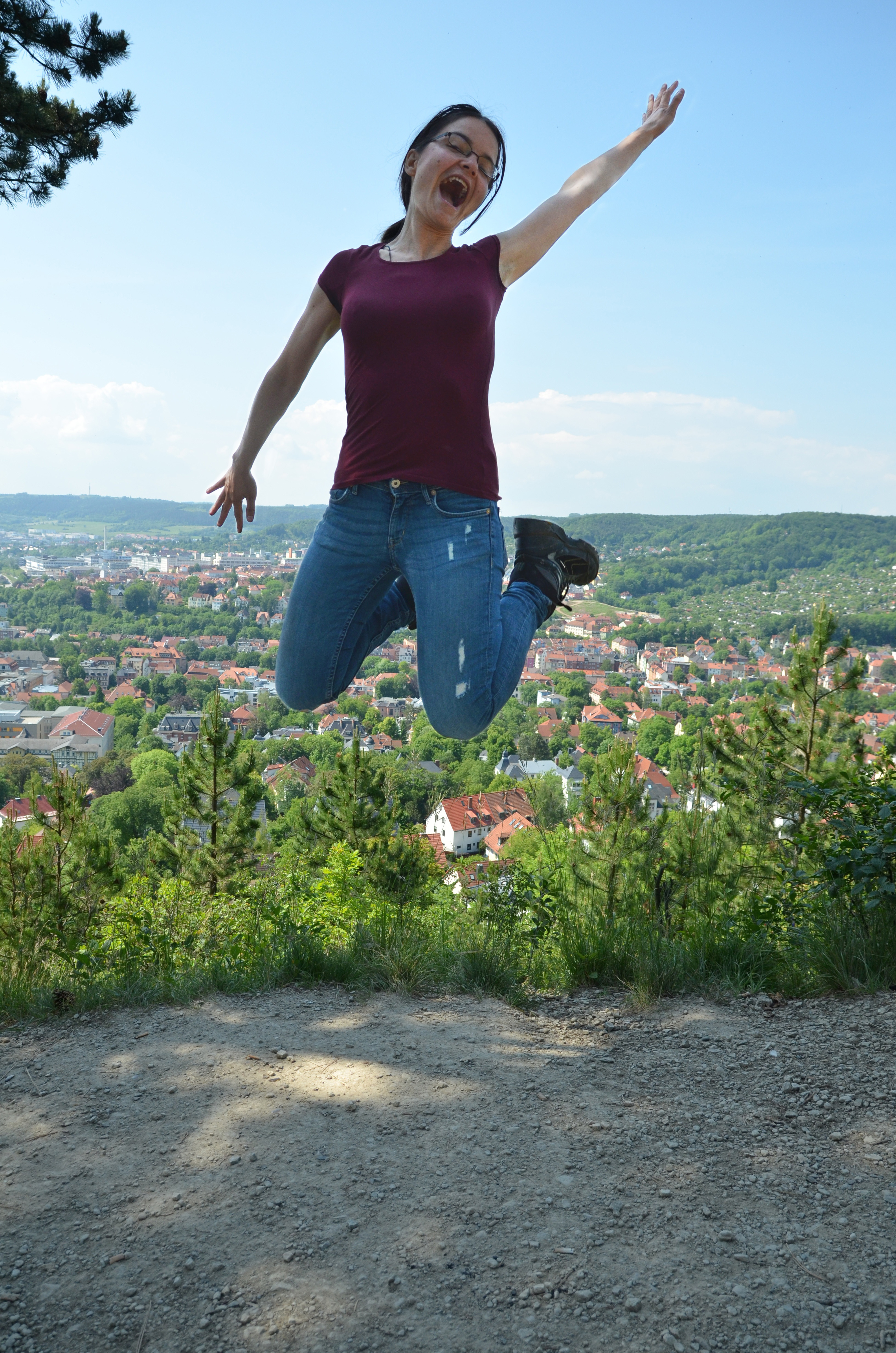
Manja Marz

Manuela "Manja" Marz (geb. Lindemeyer, * 6. Mai 1981) ist eine deutsche Bioinformatikerin und Go-Spielerin.

## Ausbildung und Privatleben
Manja Marz wuchs in Leipzig auf. Sie studierte Biologie und Informatik an der Universität Leipzig und der Universität Edinburgh. 2009 promovierte sie bei Peter Stadler in der Arbeitsgruppe Bioinformatik der Universität Leipzig über Strategien zur homologiebasierten Identifizierung von eukaryotischen nicht-kodierenden RNA-Genen.
In Edinburgh lernte Marz das Go-Spiel kennen. Seit 2005 nimmt sie an nationalen und internationalen Turnieren teil.
Manja Marz ist verheiratet mit Michael Marz und Mutter von drei Kindern.

## Wissenschaftliche Laufbahn
Nach ihrer Promotion war Marz von 2010 bis 2012 Gruppenleiterin für RNA-Bioinformatik an der Philipps-Universität Marburg. Ab 2012 hatte Marz eine Juniorprofessur für Hochdurchsatz-Sequenzierungs-Analyse an der Friedrich-Schiller-Universität Jena inne. Seit 2015 ist sie dort Professorin für RNA-Bioinformatik und Hochdurchsatzverfahren.
Marz ist seit 2013 eine zum Fritz-Lipmann-Institut (Leibniz-Institut für Alternsforschung) assoziierte Gruppenleitern. Seit 2015 ist Marz an der ProExzellenz Initiative des Landes Thüringen beteiligt.
Marz initiierte 2017 die Gründung eines Europäischen Netzwerks zur bioinformatischen Erforschung von Viren (European Virus Bioinformatics Center, EVBC) und gehört seither dessen Leitungsgremium an. Zu den Gründungsmitgliedern des EVBC gehören unter anderen Christian Drosten, Janusz Bujnicki, Peter Schuster, Alice McHardy und Thomas Mettenleiter. Das EVBC hat derzeit über 300 Mitglieder aus über 180 Forschungseinrichtungen weltweit.
Marz ist Mitglied im wissenschaftlichen Beirat der Datenbanken RNAcentral und Rfam, Mitglied der International Max Planck Research School for the Science of Human History und des Michael Stifel Center Jena for Data-Driven & Simulation Science, sowie Gründungs- und Vorstandsmitglied des Zentrums für Alternsforschung Jena.
2019 gründete Marz den vom Thüringer Wissenschaftsministerium im Rahmen des Landesprogramms "ProDigital" geförderten Wissenschaftsverbund "DigLeben: Digitalisierung der Lebenswissenschaften – Wege in die Zukunft".
Seit 2020 leitet Marz die von ihr ins Leben gerufene Bioinformatics Core Facility der Friedrich-Schiller-Universität Jena.
Ebenfalls 2020 initiierte Marz das von der EU geförderte innovative Ausbildungsnetzwerk (Marie Sklodowska-Curie Innovative Training Network) VIROINF. In diesem Netzwerk untersuchen 15 Nachwuchsforscher aus Virologie und Bioinformatik die Wechselwirkungen zwischen Viren und ihren Wirtsorganismen. Die Koordination liegt an der Friedrich-Schiller-Universität Jena. Die Mitglieder befinden sich in Österreich, Belgien, Frankreich, Deutschland, Israel, den Niederlanden, Spanien, der Schweiz und dem Vereinigten Königreich.

## Forschung
Marz ist Koautorin von mehr als 80 Publikationen. Die Forschungsschwerpunkte von Manja Marz gliedern sich in mehrere Bereiche.

### Nicht-kodierende RNA
Im Bereich der nicht-kodierenden RNA untersucht Manja Marz unter anderem die evolutionäre Entwicklung und die Wirkungsweise solcher Transkripte, insbesondere mit Bezug auf Sekundärstrukturen.
- mit T. Kirsten, and P. F. Stadler, "Evolution of spliceosomal snRNA genes in metazoan animals," J Mol Evol, vol. 67, p. 594–607, 2008.
- mit A. R. Gruber, C. Höner Zu Siederdissen, F. Amman, S. Badelt, S. Bartschat, S. H. Bernhart, W. Beyer, S. Kehr, R. Lorenz, A. Tanzer, D. Yusuf, H. Tafer, I. L. Hofacker, and P. F. Stadler, "Animal snoRNAs and scaRNAs with exceptional structures," RNA Biol, vol. 8, p. 938–946, 2011.

### Virus-Bioinformatik
Marz ist Pionierin der Virus-Bioinformatik in Deutschland. Ihre Forschung in diesem Bereich ist geprägt von praxisnahen, interdisziplinären Kollaborationen mit Virologen und spiegelt so auch die Hauptaufgabe des European Virus Bioinformatics Center wider: Die Vernetzung von Virologie und Informatik, um die Viren-Forschung voranzutreiben.
Schwerpunkte sind die Erforschung von RNA-Viren, Funktionen von RNA-Sekundärstrukturen in viralen Genomen, und die Detektion von teils unbekannten Viren aus Metagenom- und Metatranskriptomdaten mittels Hochdurchsatz-Sequenzierverfahren wie Illumina- und Nanopore-Sequenzierung.
- mit R. Madhugiri, N. Karl, D. Petersen, K. Lamkiewicz, M. Fricke, U. Wend, R. Scheuer, and J. Ziebuhr, “Structural and functional conservation of cis-acting RNA elements in coronavirus 5′-terminal genome regions,” Virology, vol. 517, p. 44–55, 2018.
- mit A. Viehweger, S. Krautwurst, K. Lamkiewicz, R. Madhugiri, J. Ziebuhr, M. Hölzer, “Direct RNA nanopore sequencing of full-length coronavirus genomes provides novel insights into structural variants and enables modification analysis.,” Genome Res, p. 483693, 2019.

### Alternsforschung
Der Forschungsschwerpunkt von Marz in der Alternsforschung liegt auf der Untersuchung der Steuerungsmechanismen des Alterns, insbesondere auf transkriptioneller Ebene.
- mit Barth, A. Srivastava, M. Stojiljkovic, C. Frahm, H. Axer, O. W. Witte, “Conserved aging-related signatures of senescence and inflammation in different tissues and species.,” Aging, vol. 11, 2019.
- mit A. Srivastava, E. Barth, M. A. Ermolaeva, M. Guenther, C. Frahm, and O. W. Witte, “Tissue-specific gene expression changes are associated with aging in mice,” Genomics, proteomics & bioinformatics, 2020.

## Erfolge im Go-Spiel
Manja Marz ist eine der erfolgreichsten deutschen Go-Spielerinnen. Sie hat neunmal die deutsche Einzelmeisterschaft der Frauen gewonnen.
| Jahr | Turnier  | Platzierung | Paar-Go Partner |
| ---- | -------- | ----------- | --------------- |
| 2005 | Paar-Go  | 2           | Michael Marz    |
| 2006 | Damen-Go | 3           |                 |
| 2007 | Damen-Go | 1           |                 |
| 2007 | Paar-Go  | 3           | Michael Marz    |
| 2008 | Damen-Go | 3           |                 |
| 2008 | Paar-Go  | 2           | Michael Marz    |
| 2009 | Damen-Go | 1           |                 |
| 2009 | Paar-Go  | 2           | Michael Marz    |
| 2010 | Damen-Go | 1           |                 |
| 2010 | Paar-Go  | 2           | Michael Marz    |
| 2012 | Damen-Go | 2           |                 |
| 2012 | Paar-Go  | 1           | Michael Marz    |
| 2013 | Damen-Go | 1           |                 |
| 2013 | Paar-Go  | 3           | Michael Marz    |
| 2014 | Damen-Go | 1           |                 |
| 2014 | Paar-Go  | 3           | Michael Marz    |
| 2015 | Damen-Go | 1           |                 |
| 2016 | Damen-Go | 1           |                 |
| 2017 | Damen-Go | 2           |                 |
| 2018 | Damen-Go | 1           |                 |
| 2018 | Paar-Go  | 1           | Lukas Krämer    |
| 2019 | Damen-Go | 1           |                 |
| 2019 | Paar-Go  | 1           | Matias Pankoke  |
| 2020 | Paar-Go  | 1           | Matias Pankoke  |

| Turnier                             | Jahre                                               | Platzierung |
| ----------------------------------- | --------------------------------------------------- | ----------- |
| Damen-Studenten-Europameisterschaft | 2005–2009                                           | 1           |
| Damen-Europameisterschaft           | 2008, 2020                                          | 2           |
| Damen-Europameisterschaft           | 2010, 2013                                          | 3           |
| Damen-Europameisterschaft           | 2017                                                | 1           |
| Paar-Go-Europameisterschaft         | 2005 (mit Michael Marz), 2014 (mit Benjamin Teuber) | 2           |
| Paar-Go-Europameisterschaft         | 2016 (mit Matias Pankoke), 2019 (mit Lukas Krämer)  | 3           |
| Offene Paar-Go-Europameisterschaft  | 2012, 2014, 2016                                    | 1           |
| Offene Paar-Go-Europameisterschaft  | 2015                                                | 2           |

## Engagement
Marz hat 2018 die Jena International Go School gegründet und ist als Go-Lehrerin für deren Schüler tätig.